# Rectificatie (natuurkunde)
Rectificatie is een vorm van destilleren waarbij de te destilleren vloeistoffen niet sterk verschillend zijn van kookpunt.
De scheiding treedt op door achtereenvolgende verdampingen en condensaties in een kolom die voorzien is van platen. Op iedere plaat vindt verdamping en condensatie plaats. De bovenin de kolom terugvloeiende vloeistof wordt reflux genoemd. Dit stroomt op de bovenste plaat, en via een overloop naar de onderliggende platen. Hierdoor wordt een vloeistofstroom gecreëerd van boven naar beneden. De vloeistof die uiteindelijk onder in de kolom terechtkomt wordt deels verdampt zodat er een gasstroom naar boven ontstaat. Dit gas stroomt door de vloeistof op de platen, doordat deze platen voorzien zijn van speciale openingen (bubble caps). Tijdens dit contact tussen gas en vloeistof vindt de verdamping en condensatie plaats.
De vluchtigste component (met het laagste kookpunt) van het mengsel wil verdampen, terwijl de minst vluchtige wil condenseren. De samenstelling van het mengsel is op iedere plaat anders. Naar boven toe wordt de vluchtigste component steeds rijker, en naar onder toe wordt de minst vluchtige component steeds rijker. Onder- en bovenin worden de producten afgevoerd. De hoogtetoevoer is afhankelijk van de samenstelling. De samenstelling van de toevoer dient gelijk te zijn aan de samenstelling op de plaat.
Het nadeel van rectificeren is dat er veelal hoge (dus dure) kolommen nodig zijn. Hoe dichter de kookpunten van de componenten in het mengsel bij elkaar liggen, des te meer platen er nodig zijn om de componenten te scheiden. Het aantal benodigde platen bepaalt de hoogte van de kolom. 
Rectificatie is een 'continu proces' en vereist een constante toe- en afvoer.